# Ботоу
Ботоу (кит. спр. 泊头市, піньїнь: Bótóu Shì) — місто-повіт в центральнокитайській провінції Хебей, складова міста Цанчжоу.

## Географія
Ботоу розташовується на півдні префектури, лежить на Великій Китайській рівнині.

### Клімат
Місто знаходиться у зоні, котра характеризується вологим субтропічним кліматом. Найтепліший місяць — липень із середньою температурою 27 °C (80.6 °F). Найхолодніший місяць — січень, із середньою температурою -2.8 °С (27 °F).
| Клімат Ботоу            | Клімат Ботоу | Клімат Ботоу | Клімат Ботоу | Клімат Ботоу | Клімат Ботоу | Клімат Ботоу | Клімат Ботоу | Клімат Ботоу | Клімат Ботоу | Клімат Ботоу | Клімат Ботоу | Клімат Ботоу | Клімат Ботоу |
| Показник                | Січ.         | Лют.         | Бер.         | Квіт.        | Трав.        | Черв.        | Лип.         | Серп.        | Вер.         | Жовт.        | Лист.        | Груд.        | Рік          |
| Середня температура, °C | −2,8         | −0,3         | 6,6          | 14,5         | 20,9         | 25,5         | 27           | 26           | 21,1         | 14,7         | 6,4          | −0,4         | 13,3         |
| Норма опадів, мм        | 3.3          | 5.9          | 7.7          | 26.2         | 31.2         | 71           | 201.6        | 158.4        | 46.1         | 26.2         | 11.9         | 4.5          | 594          |
| Днів з опадами          | 2            | 3,1          | 3,3          | 5,3          | 5,2          | 8,2          | 14,2         | 11,8         | 7,5          | 6            | 5            | 2,5          | 74,1         |
| Вологість повітря, %    | 52.1         | 52.6         | 51.3         | 50.6         | 53.4         | 58.8         | 75.7         | 77.4         | 68.4         | 64.6         | 60.9         | 56.4         | 60.2         |
| ----------------------- | ------------ | ------------ | ------------ | ------------ | ------------ | ------------ | ------------ | ------------ | ------------ | ------------ | ------------ | ------------ | ------------ |
| Джерело: Weatherbase    |              |              |              |              |              |              |              |              |              |              |              |              |              |